# Akseki (district)
Akseki is een Turks district in de provincie Antalya en telt 13.621 inwoners (2007). Het district heeft een oppervlakte van 1285,4 km². Hoofdplaats is Akseki.
De bevolkingsontwikkeling van het district is weergegeven in onderstaande tabel.
| 1997   | 2000   | 2007   |
| ------ | ------ | ------ |
| 42.912 | 42.467 | 13.621 |